# Daxter
Daxter är ett plattformsspel för Playstation Portable, utvecklat av Ready at Dawn Studios och utgivet av Sony Computer Entertainment. Spelet är en midquel av Jak and Daxter: The Precursor Legacy och Jak II: Renegade. Spelet släpptes 2006.

## Handling
Daxter är fast i en stad i nöd, letandes efter sin vän Jak som sitter fången i fängelset i Haven City. Daxter är anlitad som skadedjursbekämpare av en gammal man vid namn Osmo, som kan hjälpa Daxter att finna sin vän. Under äventyr upptäcker Daxter att en ras insektsmonster vid namn "Metal Bugs" förstör staden bit för bit. Bakom invasionen av dessa insekter döljer en ond plan utarbetat av en man som Jak och Daxter möter i spelet Jak II: Renegade.

## Gameplay
Huvudfiguren i spelet är Daxter, en varelse som är en blandning av vessla och utter. Han kan springa och smyga på alla fyra ben, skjuta med olika sorters bekämpningsvapen och flyga med en Jet pack. Man kan också dubbelhoppa på olika ställen. Under spelets gång införs också en mängd olika fordon. Spelet har också så kallade drömsekvenser, där man kan spela olika minispel då Daxter ligger på en säng och drömmer om olika parodier av filmer som Braveheart, Sagan om Ringen-trilogin, The Matrix och Indiana Jones. 

## Försäljning
Sedan 2008 har spelet sålt över 2 miljoner exemplar och har fått mycket positiva bedömningar från många spelkritiker.